# 拉波姆赖
拉波姆赖（法語：La Pommeraye，法語發音：[la pɔmʁɛ] ⓘ）是法国曼恩-卢瓦尔省的一个旧市镇，属于绍莱区。2015年12月15日，拉波姆赖和相邻的10个市镇合并为新市镇卢瓦尔河畔莫日（Mauges-sur-Loire），拉波姆赖为政府驻地。

## 地理
拉波姆赖（47°21'19"N, 0°51'37"W）面积39 平方千米，位于法国卢瓦尔河地区大区曼恩-卢瓦尔省，该省份为法国西部内陆省份，大致对应安茹地区，北起顺时针与马耶讷省、萨尔特省、安德尔-卢瓦尔省、维埃纳省、德塞夫勒省、旺代省、大西洋卢瓦尔省和伊勒-维莱讷省接壤。
与拉波姆赖接壤的市镇（或旧市镇、城区）包括：卢瓦尔河畔蒙让、卢瓦尔河畔沙洛讷、圣洛朗德拉普莱讷、莫日新堡、莫日地区圣康坦、博斯、勒梅尼勒昂瓦莱。

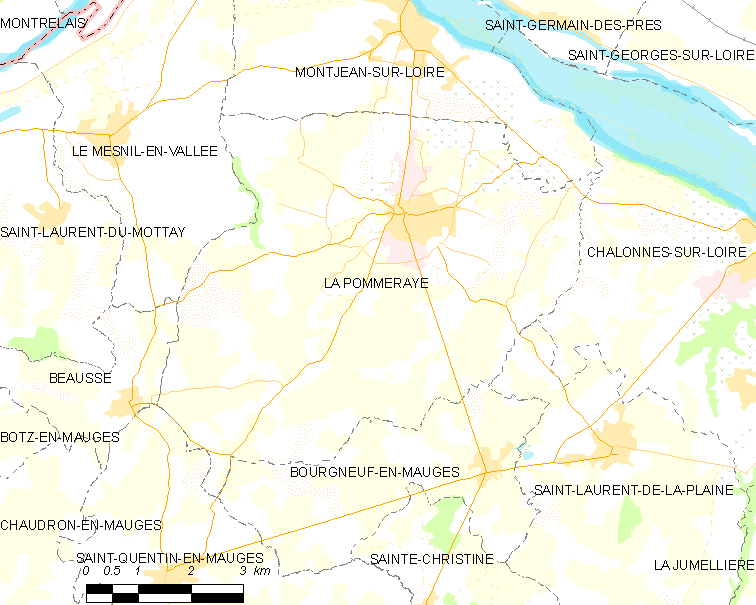
拉波姆赖的OSM定位图

拉波姆赖的时区为UTC+01:00、UTC+02:00（夏令时）。

## 行政
拉波姆赖的邮政编码为49620，INSEE市镇编码为49244。

## 政治
拉波姆赖所属的省级选区为卢瓦尔河畔莫日县。

## 人口

1962-2008年间拉波姆赖人口变化图示

拉波姆赖于2018年1月1日时的人口数量为4002人。